# ببسوود (باركشير)
ببسوود (بالإنجليزية: Popeswood)‏ هي قرية تقع في المملكة المتحدة في جنوب شرق إنجلترا.